# Орлово-Кукушкино
Орлово-Кукушкино — деревня в Тюкалинском районе Омской области. Входит в состав Троицкого сельского поселения.

## История
Основана в 1843 г. В 1928 году состояла из 99 хозяйств, основное население — русские. Центр Орлово-Кукушкинского сельсовета Тюкалинского района Омского округа Сибирского края.

## Население
| 1926 | 2010 |
| ---- | ---- |
| 667  | ↘90  |